# 伊豆之宮站
伊豆之宮站（日语：／ Izunomiya eki */?）是位於富山縣富山市栗山（開業時為舊・上新川郡新保村），富山地方鐵道（地鐵）笹津線的鐵路車站（廢站）。

## 歷史
- 1931年（昭和6年）7月23日：富山鐵道熊野站至大久保町站之間開設上栗山站（日语：／）[1]。
- 1933年（昭和8年）4月20日：堀川新站（現時：南富山站）至笹津站之間的區間被廢除，此站也被廢除[1][2][3]。
- 1950年（昭和25年）9月1日：富山地方鐵道笹津線南富山站至大久保町站之間重開，伊豆之宮站重開[1][2][3][4]。當時只有客運業餘[4]。
- 1974年（昭和49年）
  - 7月10日：由於水災關係，熊野川鐵橋橋腳出現傾斜的情況，熊野站至大久保町站之間暫停營運。此站一度暫停營運[2][5]。
  - 7月30日：暫停營運區間重開，此站重開[2][5]。
- 1975年（昭和50年）4月1日：笹津線廢除，此站也被廢除[1][2][3][4]。

## 車站構造
截至車站廢除前，此站是一座地面車站，設有1面1線的單式月台。月台在路軌的西邊（地鐵笹津方向的列車會開啟右邊車門）。此站沒有轉轍器。
此站為無人車站。沒有站舍，月台中央部分設有候車室。
此站靠近熊野一方設有跨越神通川的支流熊野川的鐵橋。該處為唯一較長的鐵路橋樑，名為「熊野川鐵橋（熊野川橋樑）」。在鐵橋前後設有半徑為300米的彎道。

## 車站周邊
在熊野川鐵橋附近地帶可觀看立山連峰的風景。該處也是笹津線的拍攝勝地。
- 國道41號（越中東街道）
- 富山縣道188號東豬谷富山線（日语：富山県道188号東猪谷富山線）
- 熊野川（日语：熊野川 (富山県)）[6]
- 伊豆社 - 為一座神社，也是車站名稱取自該神社。

## 現狀
在1991年（平成3年）7月前還有月台遺跡，當時保留著鐵路時代的氣氛。。後來由於進行興建道路工程而消失了。截至2007年（平成19年）9月，已經較難確認車站位置。在2009年（平成21年）11月的情況也是同樣。
另外，在此站附近的路軌遺址變成了道路。截至2008年（平成20年）也是同樣，於此站遺址附近的道路均為市道。此站至伊豆之宮站之間，於此站附近的路軌遺址變成富山縣道318號笹津安養寺線。
關於熊野川鐵橋（熊野川橋樑）。在1991年（平成3年）7月前，橋邊的路堤還存在保留下來。並且改為建設名為「興南大橋」的道路橋。在橋上的柵欄的設計是使用車輪形狀。截至2007年（平成19年）9月、2008年（平成20年）和2009年（平成21年）11月也是同樣。但是已經看不到笹津線時代的面貌。

## 相鄰車站
富山地方鐵道
笹津線
熊野－伊豆之宮－大久保町

## 注腳
1. 1 2 3 4  《日本鐵道旅行地圖帳 全線全站全廢線 6 北信越》（監修：今尾惠介，新潮社，2008年10月發行）38頁
2. 1 2 3 4 5 6 7 8 9 10 11 12 13  （著：寺田裕一，NEKO PUBLISHING，2010年12月發行）43-45,47頁
3. 1 2 3  （JTB出版，2010年4月發行）211頁
4. 1 2 3  （著：寺田裕一，JTB出版，2008年5月發行）165頁
5. 1 2  《RM LIBRARY 107 富山地鐵笹津·射水線》（著：服部重敬，NEKO PUBLISHING，2008年7月發行）28-29,47頁
6. 1 2 3 4 5 6 7 8 9 10  《RM LIBRARY 107 富山地鐵笹津·射水線》（著：服部重敬，NEKO PUBLISHING，2008年7月發行）28-29頁
7. ↑  《鐵道之記憶》（編著：草卓人，桂書房，2006年2月發行）301頁。
8. 1 2  （著：寺田裕一，JTB出版，2008年5月發行）80-83頁
9. 1 2  （JTB出版，1998年6月發行）80頁
10. 1 2 3 4  《富山廢線紀行》（著：草卓人，桂書房，2008年7月發行）80頁

## 相關項目
- 日本鐵路車站列表 I